# Косіги-над-Іпеллю
Косіги-над-Іпеллю (словац. Kosihy nad Ipľom) — село, громада округу Вельки Кртіш, Банськобистрицький край, центральна Словаччина, регіон Гонт. Кадастрова площа громади — 6,83 км². Протікає Великий потік.
Населення 407 осіб (станом на 31 грудня 2017 року).

## Історія
Косіги-над-Іпеллю вперше згадується в 1326 році.

## Населення
| Рік:            | 1994. | 2004.   | 2014.    | 2024.    |
| --------------- | ----- | ------- | -------- | -------- |
| Кількість осіб: | 487   | 481     | 428      | 367      |
| Різниця:        |       | -1,23 % | -11,01 % | -14,25 % |

| Рік:            | 2023. | 2024.   |
| --------------- | ----- | ------- |
| Кількість осіб: | 381   | 367     |
| Різниця:        |       | -3,67 % |